# Pegaso Z-102

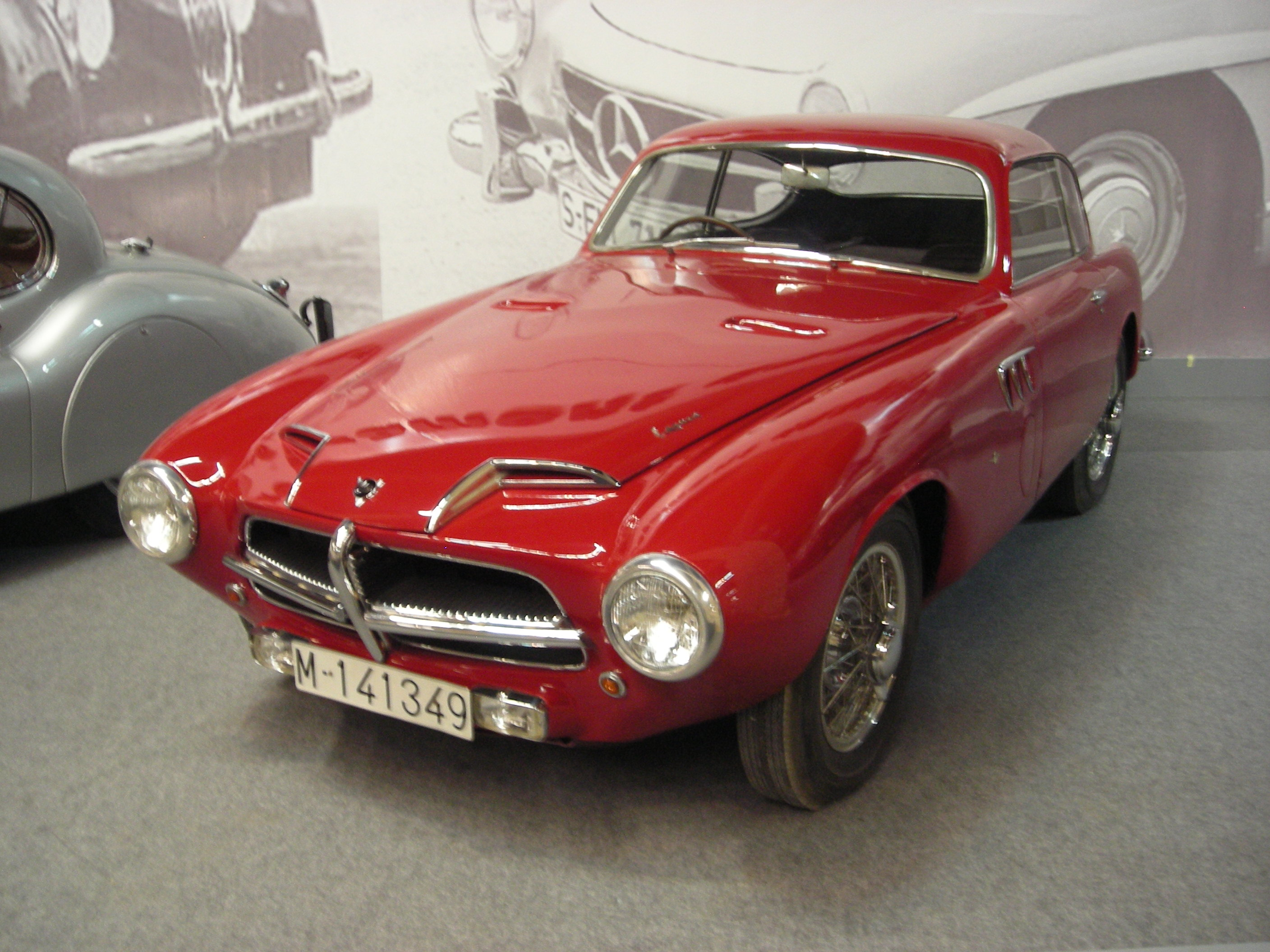
Pegaso Z-102 Touring.

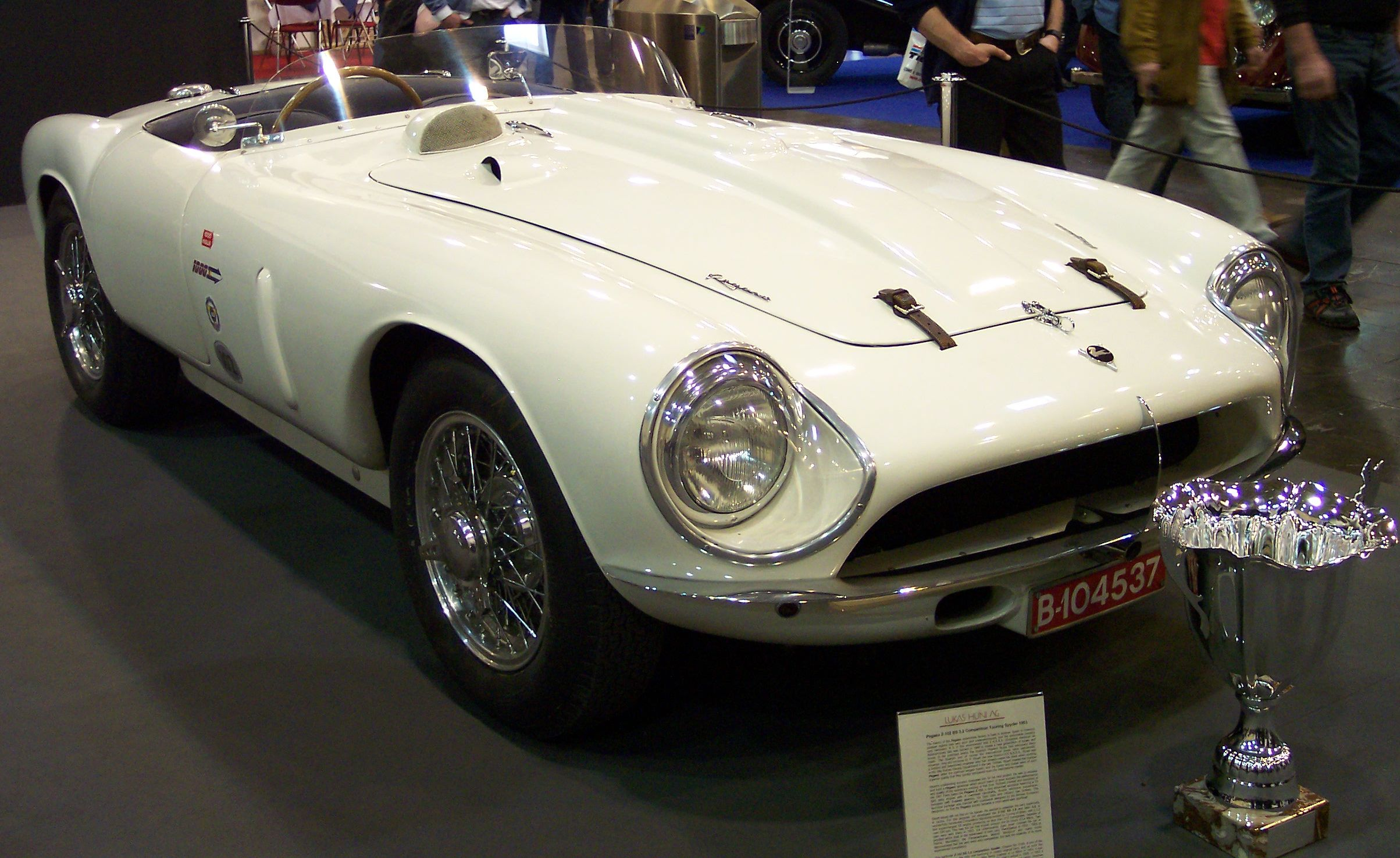
Pegaso Z-102 BS 3.2 Touring Spyder (modelo de competición).

El Pegaso Z-102 es un automóvil deportivo creado por la extinta empresa española ENASA, fabricado desde 1951 hasta 1958. Fue diseñado por el ingeniero, también español, Wifredo Ricart; con la intención de ser usado como estandarte publicitario a nivel internacional.
Equipa un motor V8 en posición delantera, con cilindradas, según versiones, de 2.500 cc, 2.800 cc o 3.200 cc. Obtuvo el récord de velocidad del mundo en 1953 alcanzando los 244.62 km/h (152 mph). Fueron producidas un total de 86 unidades en sus distintas versiones, que se vendieron a un precio aproximado de 500.000 pesetas de la época. Sirva como comparación el precio de un SEAT 600, 70.000 pesetas.

## Historia
Wifredo Ricart volvió a su Barcelona natal tras la Segunda Guerra Mundial, huyendo de Italia, por estar sus fábricas destruidas y las empresas sin dinero. El Z-102 fue concebido en una época de aislamiento económico en España. Por entonces ENASA, empresa creada sobre las cenizas de Hispano-Suiza con ayuda del INI, se limitaba a la fabricación de camiones y autobuses. Ricart, ingeniero de la empresa ya experimentado en competición con Alfa Romeo y colaborador allí de Enzo Ferrari, solicitó permiso para la fabricación de un automóvil de altas prestaciones. De este modo, la empresa podría permitirse exportar el modelo, a modo de método publicitario para dar a conocer sus productos. También fue pensado conseguir un medio de financiación a base de divisas extranjeras.
El ingeniero también inició el proyecto como una escuela. Los recién llegados necesitaban experiencia, por lo que decidió mantenerlos apartados un tiempo mientras se dedicaban a otra tarea que les motivara más, la creación de un automóvil de altas prestaciones. De todas maneras, era consciente de que el trabajo de los novatos sería lento y criticado; pero el producto final sería superior al de cualquier cadena de montaje.
Finalmente, en 1951, apareció por primera vez en público el Pegaso Z-102, en el Salón del Automóvil de París.

### Fin del proyecto
Wilfredo Ricart se jubiló al cumplir los 60 años de edad, hacia 1957. La empresa aprovechó este momento para deshacerse de un proyecto cuya única finalidad era la de dar publicidad y no la de ganar dinero, pues las inversiones realizadas eran mucho más altas que los beneficios conseguidos con la venta del Z-102. Se destruyeron moldes y archivos, además de vender todas las piezas y componentes disponibles.
En una entrevista, Celso Fernández interpretó la venta a pérdida del modelo de otra manera, expresando que con el Z-102 se salió ganando ya que hubiera costado más tiempo y recursos animar la industria automovilística del país sin este modelo.

## Chasis
El chasis del Pegaso Z-102, que era básicamente lo que adquiría el cliente para luego equiparle una carrocería de una empresa externa, era un bastidor autoportante de gran complejidad. Está construido en acero plegado y soldado, formando un conjunto de gran rigidez. La cuna del motor está formada por dos vigas superiores y otras dos inferiores de acero perforado unidas por chapa. La zona del habitáculo es la más débil, con un suelo sostenido por el árbol de transmisión y dos vigas laterales también perforadas; aunque esto no sería un problema pues la carrocería añadía mucha fuerza a esta zona, especialmente si era coupé. En la parte posterior el chasis dispone de un gran cajón metálico, hecho para alojar el conjunto de caja de cambios, diferencial autoblocante (Fabricado por ZF), suspensiones y frenos.
La suspensión trasera utilizaba un eje De Dion, es decir con el conjunto caja de cambios-diferencial-frenos (dos enormes tambores ventilados) no suspendido, sino rígidamente anclado en el subchasis trasero. De este conjunto partían dos semiejes articulados como en una suspensión independiente, pero unidos por un ligero eje rígido que basculaba sobre dos ejes oscilantes anclados por detrás al "cajón". De este modo se conseguía la ligereza de las masas suspendidas necesaria para garantizar precisión, un reparto de pesos perfecto entre las no suspendidas y una geometría de suspensión superior a las suspensiones independientes de la época. 
Para ello el eje de Dion contaba además con un sistema de guiado único, en lugar de una sencilla pero geométricamente imperfecta barra Panhard o un complejo  paralelogramo de Watt, evitaba los desplazamientos laterales del tren mediante una ruedecilla a mitad del eje que se desplazaba en un carril vertical labrado en el diferencial.
En total, la distancia entre ejes es de 2.340 mm y la anchura de 1.580 mm.
Equipa de serie un volante regulable en profundidad, para poder adaptarse a diferentes conductores, con un giro entre topes de 1,6 vueltas. Todos los Z-102 equiparon llantas de radios de 16 pulgadas de diámetro, y 5,5 pulgadas de ancho para modelos de serie y 7 pulgadas para modelos de competición. El sistema de frenado se basa en cuatro tambores que, a pesar de los esfuerzos por mejorarlos, sufrían más fatiga de la esperada en un vehículo de estas características.

## Motores

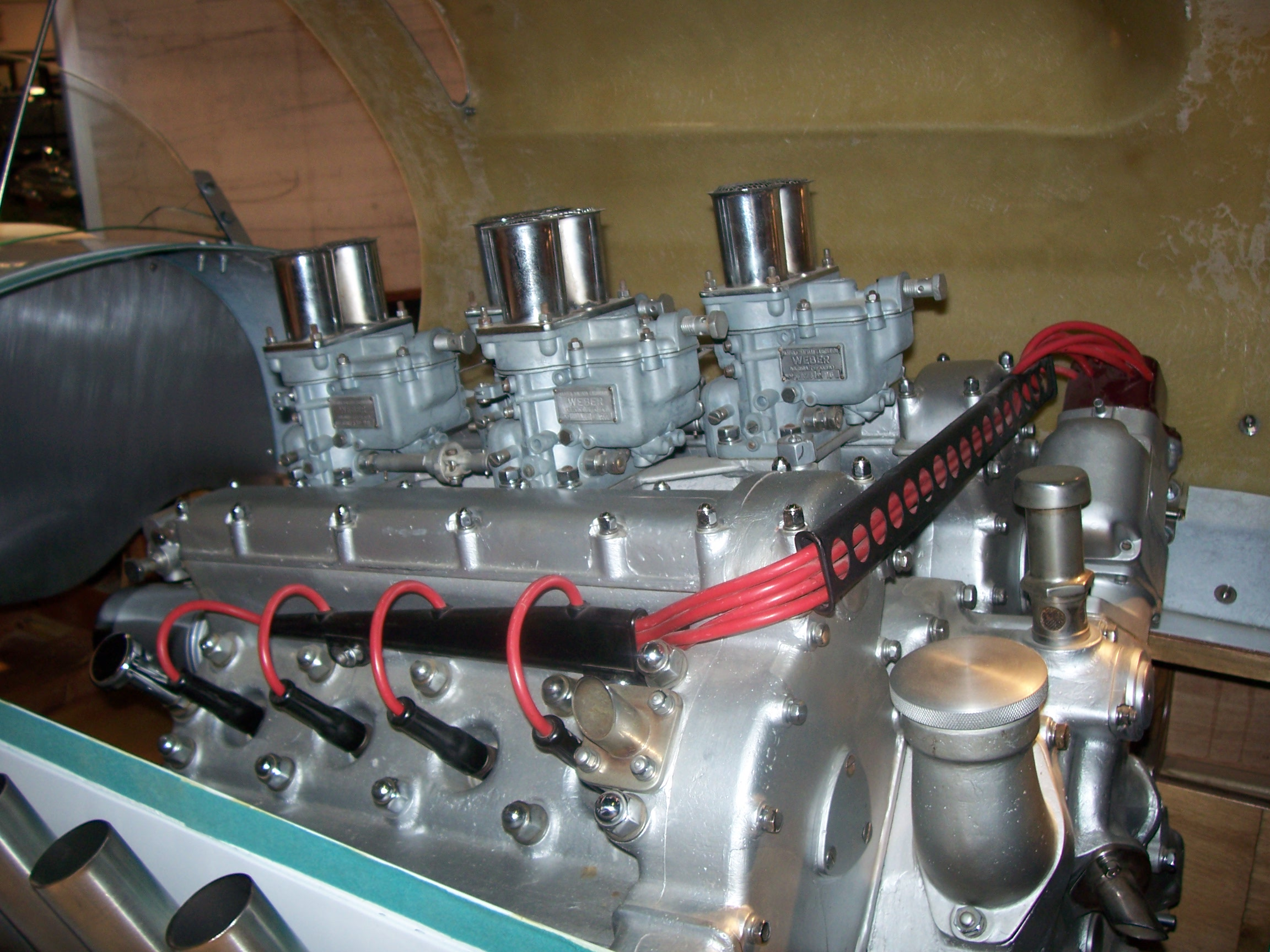
Motor de un Z-102

Ricart venía de la competición en Italia, donde desarrolló motores V12. Decidió crear un motor V8 para equipar al Z-102. Fue construido con una aleación de aluminio denominada como silumin, equipado con dos árboles de levas por cada bancada, culatas de cámaras hemisféricas, dos válvulas por cilindro y un cigüeñal de cinco apoyos. El motor sufrió 2 rediseños para aumentar su cilindrada de 2.500 cc a 2.800 cc primero y 3.200 cc después. Como característica común a todos, que es destacable para la época, las válvulas de escape están refrigeradas por sodio líquido.

### 2.500 cc
El motor original era un V8 a 90° con lubricación por cárter seco y 4 árboles de levas en total. Era posible elegir entre uno, dos o cuatro carburadores de doble cuerpo Weber en posición invertida. También era posible elegir entre relaciones de compresión de 7,5 a 1 // 8 a 1 // y 8,5 a 1. Hacia 1953 se aumentaron estas cifras en media unidad debido a la mejora de la calidad de los combustibles.
Según la variante escogida, la potencia entregada por el motor varía entre 160 y 180 CV, a un régimen de giro de 6.300 a 6.500 rpm. El par motor del más básico asciende a 18,9 kg·m a 3600 rpm.

### 2.800 cc
Se diseñó otro motor, que mantenía la carrera de los pistones de 70 mm, pero que variaba de 75 a 80 mm su diámetro. Con relaciones de compresión de 7,8 a 1 // 8,2 a 1 // y 8,8 a 1; el motor era capaz de erogar hasta 200 CV a 6.300 rpm en su versión más extrema. El par motor subió hasta 24,8 kg·m. Fue equipado en los llamados Z-102 B.
Hubo una versión aún más potente. Wifredo Ricart aplicó la experiencia que adquirió en Italia con los sobrealimentadores, y acopló un compresor Roots a este motor, que le proporcionaba 0,6 atm de sobrepresión en los cilindros. Así, el motor otorgaba hasta 260 CV a 6.800 rpm y un par motor de 33 kg·m a 4000 giros por minuto. El aumento de potencia hizo necesarios unos neumáticos más grandes.

Pegaso Z-102 Spider Serra. 1953

### 3.200 cc
La variante más grande del motor fue montada en los Z-102 SS. Solo podía ser escogido sin o con compresor, y su potencia es de 210 y 280 CV respectivamente. Fue el utilizado para batir varias marcas. La más destacable es la del kilómetro lanzado, prueba realizada en una carretera belga en 1953. El Pegaso alcanzó los 245 km/h.

## Diseño

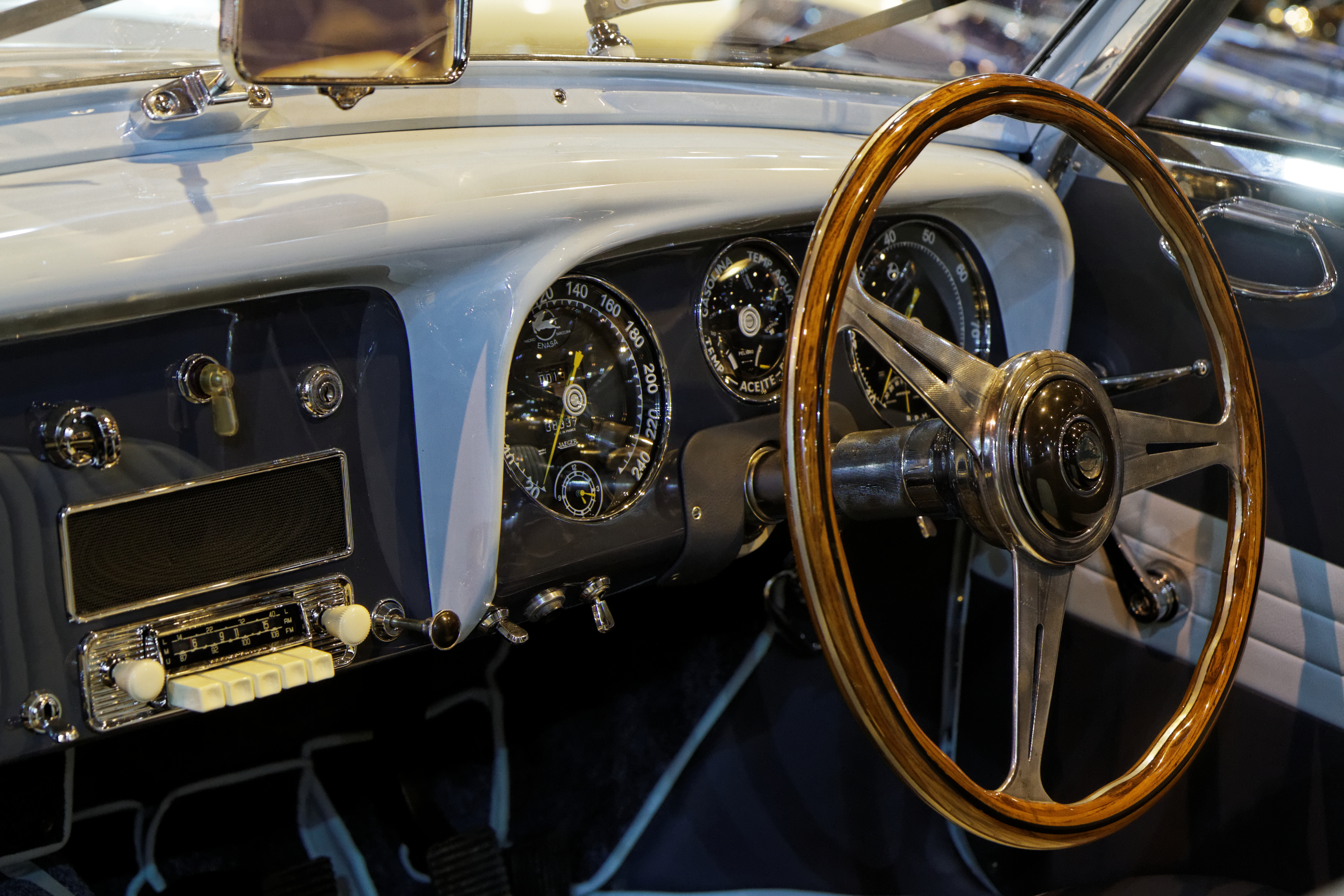
Interior del Pegaso Z-102 Série II cabriolet de 1954

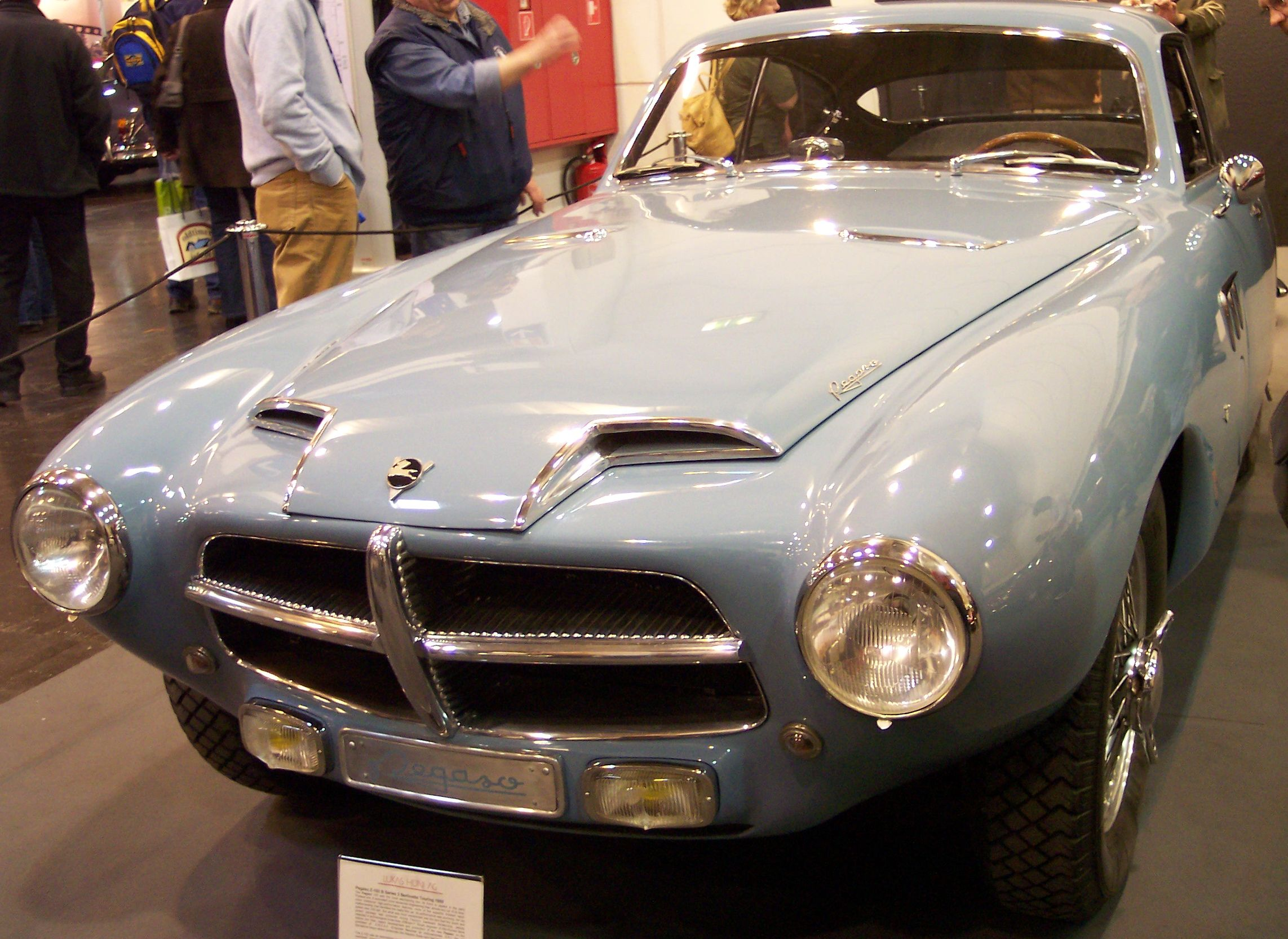
Frontal de un Z-102

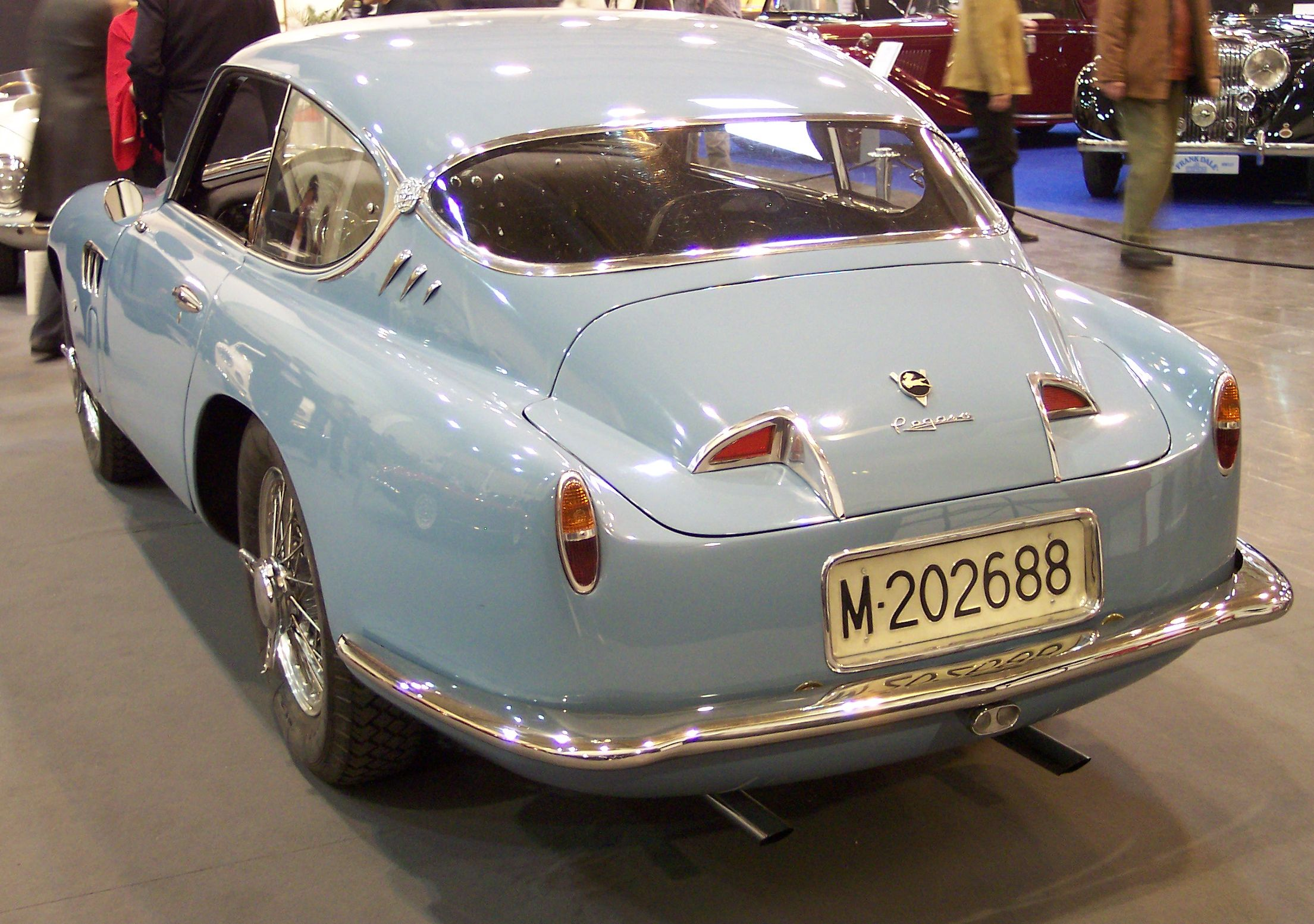
Parte posterior

El encargado de diseñar su carrocería fue Medardo Biolino, pero a pesar de conseguir un buen resultado con el diseño, su construcción en acero, voluminosa y pesada interfería negativamente en las prestaciones del automóvil. Posteriormente, dicho diseño fue evolucionando, siendo el cambio más notable la apertura de los pasos de rueda para mejorar la refrigeración de los frenos. Después, se pensó en que fuera vendido como chasis para ser carrozado más tarde por una empresa externa.
La preferida por Ricart, y la más conocida de todas, fue la creada por Bianchi Anderloni y su equipo de Superleggera Touring de Milán. Anderloni fue un gran amigo de Ricart cuando este trabajaba en Italia para Alfa Romeo. Esta compañía carrozó un total de 45 chasis con su carrocería estándar, y unos pocos prototipos. Cabe destacar la exclusiva versión Thrill; supuestamente encargada por Francisco Franco como regalo para Eva Perón. También el dictador regaló otra unidad de Berlineta al presidente luso. Tenía una curiosa luna trasera, y fue pintado con los colores de la Falange Española. Fue presentado en el Salón del Automóvil de Turín de 1953.
También la compañía gala Saoutchik dio cuerpo al Z-102. Su diseño era bastante desfasado para la época, con unas líneas que hacían que el Pegaso pareciera más antiguo y voluminoso. Aun así, fue muy aceptado en su tierra, donde el sello de Saoutchik era muy apreciado.
El carrocero español Pedro Serra era un desconocido en la época, pero Ricart vio uno de sus Pegaso carrozado por él para un particular, y fue de su agrado. Dado que le pareció un resultado muy bueno, envió 3 chasis más para que fueran vestidos, con carrocería descapotable. Pero el taller de Serra fue descubierto ya durante los últimos indicios de vida del Z-102, así que no pudo seguir con el proyecto. La participación de Serra propició un acercamiento a la voluntad de Wifredo de hacer un coche enteramente español. Estas tres últimas unidades fueron las denominadas Z-103, con un motor nuevo y más potente montado en el mismo chasis.

## Producción
De las factorías de Pegaso salieron un total de 84 Z-102, aunque dadas las múltiples variables del modelo, resulta fácil afirmar que no hay dos iguales. Hubo hasta 30 carrozados diferentes entre los que elegir, 3 motorizaciones distintas, volante a la izquierda o a la derecha, distintas configuraciones de frenos, transmisiones o carburadores, además de los utilizados para competición y la exclusiva versión Z-103. La empresa preveía la fabricación de 200 chasis al año.

### Tirada
| Unidades Conservación De los 84 automóviles fabricados, existe un censo que cifra en aproximadamente 30 las unidades que han sobrevivido hasta hoy. Censo \| Número de chasis \| Matrícula \| Modelo \| Color \| Notas \| Imagen \| \| -------------------------------------- \| ----------------------------------------------- \| --------------------------------------------------------------------------- \| ------------------------------------------------------------------------------------------- \| ------------------------------------------------------------------------------------------------------------------------------------------------------------------------------------------------------------------------------------------------------------------------------------------------------------------------------------------------------------------------------------------------------------------------------------------------------------------------------------------------------------------------------------------------------------------------------------------------------------------------------------------------------------------------------------------------------------------------------------------------------------------------------------------------------------------------------------------------------------------------------------------------------------------------------------------------------------------------------------------------------------------------------------------------------- \| ------ \| \| Desconocido \| M-81277 \| Z-103 Carrocería spyder Serra \| Rojo \| Se vendió sin componentes mecánicos al liquidar el modelo. Equipa una motorización de SEAT 1400 y no está restaurado ni en condiciones de circulación.[11] \| \| \| 01021500101 \| B-81702 Posteriormente BI-18350 \| Z-102 primera serie Carrocería berlinetta ENASA prototipo \| Negro \| Fue equipado con el motor de 2500 cm³. Fue utilizado como modelo de muestras, manuales, pruebas y catálogos hasta su venta a un particular en 1953. Fue el utilizado para batir el récord de velocidad. También participó en la carrera Panamericana de 1954. Fue desguazado en 1958, pasando sus componentes mecánicos a otro Z-102.[12] \| \| \| 01021500102 \| M-181379 \| Z-102 primera serie Carrocería berlinetta ENASA prototipo \| Marrón Posteriormente verde y más tarde rojo \| Fue construido como prototipo para pruebas. Fue accidentado por Celso Fernández en 1951 en el puerto del Ordal durante unas pruebas, tras lo que fue reconstruido con el diseño de la segunda serie y pintado en verde. Fue expuesto en Ginebra. Se encuentra en perfectas condiciones.[13] \| \| \| 01021530106 \| M-148747 \| Z-103 Carrocería berlinetta Touring "Panorámica" \| Azul oscuro Posteriormente rojo \| Fue vendido en la liquidación del modelo, sin motor. Se le tuvo que adaptar la mecánica de un Alfa Romeo 1900 Supersprint, del cual también heredó la matrícula, por lo que el chasis fue modificado. Fue subastado Sotheby's en Madrid en 1975 y revendido a su actual propietario en 1982. Se encuentra en buenas condiciones de funcionamiento.[14] \| \| \| 01021530110 \| ProvisionalB-104524 También provisionalB-104659 \| Z-102 primera serie Carrocería ENASA "Bisiluro" \| Blanco \| Fue utilizado por la fábrica para realizar los intentos de récord de velocidad en Ostende. Tenía el volante a la derecha y un habitáculo cubierto solo para el conductor, con una carrocería especialmente diseñada para obtener el mejor rendimiento aerodinámico posible. Equipaba un motor de 2,5 L y posteriormente uno de 2,8 L. Fue desguazado en 1956.[15] \| \| \| 01021530111 \| Desconocido \| Z-102 primera serie Carrocería ENASA "Bisiluro" \| Blanco \| Fue utilizado por la fábrica en una sola ocasión para realizar un intento de récord de velocidad en Ostende en 1954. Tenía el volante a la derecha y un habitáculo cubierto solo para el conductor, con una carrocería especialmente diseñada para obtener el mejor rendimiento aerodinámico posible. Equipaba un motor de 3,2 L. Fue desguazado en 1956, pero su motor está localizado.[16] \| \| \| 01021500111 Posteriormente 01021500172 \| BI-40126 \| Z-102 segunda serie Carrocería berlinetta Panorámica Touring \| Gris \| Fue expuesto en los salones de París y de Turín de 1956.[17] \| \| \| 01021500121 \| Benefactor de la Patria Oficial n.º 1 \| Z-102 primera serie Carrocería "Cúpula" \| Amarillo y rosa \| Fue expuesto en Nueva York en 1953 y vendido al presidente dominicano Rafael Leónidas Trujillo. Participó en la carrera Panamericana de 1954. A su muerte quedó abandonado en una base militar y se le eliminó la cúpula. Ha tenido un total de siete propietarios; uno de ellos, mexicano, lo restauró completamente, a excepción de la mecánica. Fue adquirido por un coleccionista alemán en 1987, que lo exhibe en el Museo Rosso Bianco, cerca de Múnich. Su motor sigue sin funcionar correctamente.[18] Equipa un motor 2.5 L con compresor que erogaba 250 cv a 6800 rpm al momento de su fabricación. Esta unidad pesa 1300 kilogramos.[19] \| \| \| 01021500122 \| Desconocido \| Z-102 primera serie Carrocería berlinetta Saoutchik \| Azul metalizado \| Se desconoce por completo cualquier dato referente al destino de esta unidad. Fue expuesto en París en 1953.[20] \| \| \| 01021500123 \| Nunca fue matriculado \| Z-102 primera serie Carrocería berlinetta Touring \| Transparente \| Fue expuesto en París en 1952 sin carrocería. Dos años más tarde se le fabrica ex-profeso una carrocería de polimetilmetacrilato transparente igual a la berlinetta Touring para mostrar sus componentes mecánicos. Fue desguazado.[18] \| \| \| 01021500126 \| 1772-TT-3X Posteriormente818-TT-75 \| Z-102 primera serie Carrocería berlinetta Saoutchik \| Amarillo con tapicería en leopardo auténtico \| Su dueño fue Hans Heinrich von Thyssen-Bornemisza. Los mandos estaban bañados en oro. Tras su venta, se le encargó a Serra un rediseño de la parte trasera y el morro, tras lo que fue repintado en negro y tapizado en rojo. Tuvo varios dueños en Francia que fueron progresivamente desmontándolo. Fue finalmente vendido a un propietario estadounidense, que lo utilizó para realizar una réplica del Z-102 con número de chasis 01021500109.[21] \| \| \| 01021500126 \| 1772-TT-3X Posteriormente818-TT-75 \| Z-102 primera serie Carrocería berlinetta Saoutchik \| Amarillo con tapicería en leopardo auténtico \| Su dueño fue Hans Heinrich von Thyssen-Bornemisza. Los mandos estaban bañados en oro. Tras su venta, se le encargó a Serra un rediseño de la parte trasera y el morro, tras lo que fue repintado en negro y tapizado en rojo. Tuvo varios dueños en Francia que fueron progresivamente desmontándolo. Fue finalmente vendido a un propietario estadounidense, que lo utilizó para realizar una réplica del Z-102 con número de chasis 01021500109.[21] \| \| \| 01021500128 \| 3095-DL-75 \| Z-102 primera serie Carrocería berlinetta Touring \| Azul metalizado Posteriormente crema \| Fue utilizado por revistas del motor para pruebas comparativas de modelos en Francia, donde también consiguió algunos resultados deportivos. Su actual propietario, de origen parisino, lo adquirió en 1962 y lo reformó en Barcelona, donde se le aplicó el color que conserva aún hoy. Se encuentra en perfectas condiciones de funcionamiento.[22] \| \| \| 01021500133 \| NA-7445 \| Z-102 primera serie Carrocería "Thrill" Touring \| Negro y rojo \| Fue expuesto en varios salones europeos. Tuvo varios dueños en España antes de ser vendido en 1970 en Estados Unidos junto a dos motores sueltos. En 1979 fue subastado en Los Ángeles por la casa Christie's a su actual propietario, que lo mantiene en buenas condiciones tras incorporarle nuevos intermitentes; sin embargo, el motor no funciona perfectamente.[23] Este motor es un 2,8 L de aspiración natural, diseñado para dar 170 cv girando a 6500 rpm. Pesa 990 kg y alcanzaba los 225 km/h.[24] \| \| \| 01021530134 \| M-10179 \| Z-102 primera serie Carrocería cabriolet Saoutchik \| Azul metalizado Posteriormente blanco \| A pesar de que su número de chasis tiene la secuencia 0102153-, indicativa de que el vehículo tiene el volante a la derecha, este lo tiene a la izquierda, por motivos desconocidos. Ha tenido un total de cuatro propietarios, que lo han conservado en perfectas condiciones, incluyendo unas maletas hechas a medida con el mismo cuero azul de la tapicería.[25] \| \| \| 01021530135 \| M-127596 \| Z-102 segunda serie Carrocería berlineta Saoutchik serie 1/2 \| Marrón-crema Posteriormente rojo \| Tuvo dos propietarios en España antes de 1964, cuando fue vendido a un estadounidense que lo transportó al otro lado del Océano Atlántico para ser vendido de nuevo en 1969. Ha pasado varios años encerrado en un garaje de California en bastante mal estado, tanto estético como mecánico. Apareció en un vídeo en YouTube en el que se veía carente de muchos componentes, afirmando el propietario que lo devolvería a la carretera tras una restauración manual.[26] \| \| \| 01021530136 \| M-129650 \| Z-102 segunda serie Carrocería cabriolet Saoutchik \| Azul cielo Posteriormente azul oscuro \| Su carrocería es única: Empezó como un cabriolet, pero un problema concerniente a la regidez del chasis provocaba la apertura de las puertas con el coche en movimiento, por lo que se modificó la carrocería como coupé en 1958. Al restaurarse, se intentó volver a modificar la carrocería para hacerla lo más similar posible a la original.[27] Equipa el motor de 3,2 L y el volante a la derecha. Fue puesto a la venta en San Diego en junio de 2009.[28] Video de la subasta, en la que fue vendido por 700.000 $. \| \| \| 01021500137 \| S-16429 \| Z-102 segunda serie Carrocería berlinetta Saoutchik \| Negro \| Ha participado en pruebas de velocidad. Ha llegado a encontrarse en muy malas condiciones y pintado en rojo y la parte superior negra, pero fue restaurado por su actual propietario hasta estar igual que recién salido de fábrica. Se encuentra expuesto en el Museo de Historia de la Automoción de Salamanca.[23] \| \| \| 01021500143 \| B-88959 \| Z-102 primera serie Carrocería berlinetta Touring \| Crema \| El único que sigue perteneciendo a su propietario original. En perfectas condiciones pero con intermitentes suplementarios.[29] Vídeo de esta unidad. \| \| \| 01021500144 \| HF-34-47 \| Z-102 primera serie Carrocería berlinetta Touring \| Negro \| Perteneció al presidente de Portugal, el general Craveiro Lopes, quién lo recibió como un regalo del general español Francisco Franco. Hoy se encuentra expuesto en el Museo de Caramulo.[29] \| \| \| 01021500146 \| Desconocida \| Z-102 segunda serie Carrocería Saoutchik \| Rojo Posteriormente rojo y gris \| \| \| \| 01021500148 \| M-138223 \| Z-102 segunda serie Carrocería Saoutchik \| Blanco, luego rojo y negro y últimamente blanco \| Perteneció al coronel de la Intendencia del Aire Julián Sánchez Aranguena.[30] Equiva un motor de 2,8 L de cilindrada que eroga 195 cv de potencia. Se conoce que tras el propietario original tuvo dos dueños desconocidos más, tras los cuales acabó siendo propiedad de un militar estadounidense destinado en la Base Aérea de Torrejón de Ardoz. En 1989 fue encontrado por un cirujano en Washington tan estropeado que tuvo que acometer una restauración completa y se pintó de negro y rojo, colores con los que participó en el concurso de elegancia de Peeble Beach en 1994. Se intentó subastar en Christie's en 2003 infructuosamente, y en 2004 un comerciante austriaco consiguió venderlo por 260.000 €. Tras ello se le dio un color perlado y se restauró el interior y la caja de cambios. Se volvió a presentar a Peeble Beach en 2013 y se subastó de nuevo por 585.000 €.[31] Volverá a salir a subasta en Sotheby's el 20 de agosto de 2016, con un precio estimado de venta de hasta un millón de dólares estadounidenses.[32] \| \| \| 01021500150 \| M-223194 \| Z-102 segunda serie Carrocería Touring \| Verde \| Se presentó en el concurso de elegancia de San Remo de abril de 1954 con un motor de 2,8 L, tras lo cual fue vendido al segundo Conde de Caralt, quien participó con el coche en varias carreras nacionales. A los pocos meses se le cambió el motor por el que equipa actualmente. Monta un motor de 3,2 L de cilindrada con dos carburadores cuádruples que otorga 223 cv. En 1956 fue devuelto a la fábrica para que se le aplicara un color verde claro con tapicería a juego, y se aprovechó para cambiar la numeración del motor para que fuera la misma que la del chasis, como preparación para su venta a un nuevo propietario afincado en Madrid. Tras ello, en 1960 se revendió a un dueño de Bilbao y en 1981 pasó a su penúltimo propietario, quien lo pintó en su actual color verde oscuro. Se subastó el 10 de diciembre de 2015 por 742.500 $.[33][34] \| \| \| 01021500153 \| M-191210 \| Z-102 segunda serie Carrocería Touring \| Blanco \| Se presentó en el Salón de París de 1954. Originalmente propiedad de Alberto Closas, quien lo mantuvo hasta los años 1970. Posteriormente pasó a manos de diferentes dueños, todos españoles. En 2005 sufrió una restauración completa de carrocería en un especialista de Madrid. En 2015 se presentó al Concorso d'eleganza Villa d'Este.[35] \| \| \| 01021500156 \| B-92406 \| Z-102 primera serie Carrocería berlinetta Touring \| Verde Posteriormente crema después rojo y amarillo y finalmente blanco \| Fue fabricado especialmente para un cliente que quería un motor con compresor. Fue el último Z-102 en vencer una competición en la que fuera inscrito, la subida a Montserrat de 1959. Álex Soler-Roig ganó varias carreras locales con esta unidad. Ha tenido cuatro dueños más a partir de entonces; el segundo lo utilizó para carreras de autocross, quedando el vehículo seriamente dañado y con el motor sustituido por el de un Alfa Romeo 6C 2500, además de cortarle el techo. El propietario actual lo adquirió en 1984, quién lo ha restaurado y lo usa en competición como berlina aligerada, pintado de color rojo con la sección central amarilla.[36] Se pintó de blanco y salió a la venta por la agencia Fiskens. Equipa un motor de 3,2 L y dos carburadores cuádruples de manufactura Weber, capaz de alcanzar los 360 cv de potencia.[37] \| \| \| 01021500159 \| M-223193 \| Z-102 segunda serie Carrocería berlinetta Touring \| Azul Posteriormente rojo \| Durante un tiempo estuvo pintado de color rojo con la cabina en plateado, pero actualmente tiene de nuevo su color original. A pesar de poder circular, su motor no funciona correctamente.[38] Vídeo de este modelo. \| \| \| 01021500162 \| M-141349 \| Z-102 segunda serie Carrocería berlinetta Touring \| Rojo \| Equipado con un motor 3.2 L, su primer propietario fue Valeriano Barreiros, familia del fabricante de camiones y principal rival histórico de Pegaso, Eduardo Barreiros. Ha tenido en total cinco propietarios. Fue revendido en 1984 y en 1992 y, posteriormente, fue subastado por Bonhams en 2010.[39] A pesar de ser rojo, pasó un tiempo pintado de blanco con una banda longitudinal roja y amarilla. Se desconoce su color original. Tiene volante a la derecha.[40] Las camisas de los cilindros fueron hechas a medida en 1998 a un coste muy elevado por un especialista barcelonés. \| \| \| 01021500163 \| M-136589 \| Z-102 segunda serie Carrocería berlinetta Saoutchik segunda serie especial \| Originalmente negro y rojo posteriormente blanco y negro luego gris y rojo finalmente negro \| Se estrenó en el Salón de París de 1954, y fue vendido a Pedro Solís Laso, Conde de Osuna, el año siguiente, quien eligió la última carrocería Saoutchik. En 1960 pasa a manos de Manuel Úrculo y en 1963 a Rafael Salazar, afincado en Salamanca, y quien le aplicó una pintura blanca con techo negro y una tapicería verde y beige. Posteriormente fue vendido a Félix Creus, quien lo pintó en playa y rojo, retiró la cruz de la parrilla e instaló un par de faros antinieblas. Su motor eroga 160 cv. Su última restauración fue terminada en 2015, pintándose en negro brillante, recuperando la cruz frontal y eliminando los faros antiniebla. También se le aplicaron unas taloneras metálicas no originales.[41] \| \| \| 01021530166 \| CA-16001 \| Z-102 primera serie Carrocería spyder Serra \| Verde metalizado \| Apareció en la película Aventura para dos con la matrícula falsa M-161500. Tiene el volante a la derecha y un techo duro desmontable. Se encuentra original y completo, pero a falta de una restauración.[42][43] \| \| \| 01021530167 \| NA-11095 55JXG \| Z-102 segunda serie Carrocería berlinetta Touring \| Azul oscuro y parte superior gris Actualmente rojo \| Su primer propietario fue la empresa navarra URRA S.A. y posteriormente tuvo tres propietarios más. Su volante está al lado derecho. Se encuentra en circulación.[44] Su último propietario, de origen británico, lo restauró repintándolo con colores mate.[45] \| \| \| 01021500170 \| M-142645 Posteriormente M-202688 \| Z-102 segunda serie Carrocería berlinetta Touring \| Verde oscuro Posteriormente azul cielo \| Su primer propietario lo utilizó con frecuencia en pruebas deportivas durante dos años, tras lo cual se vendió al fabricante y se le desmontó la carrocería para enviarla a Touring para restaurarla, que le aplicó su color actual. Tuvo dos propietarios españoles y uno japonés antes del actual, de origen belga, que lo mantiene en perfectas condiciones de funcionamiento. Esta unidad equipa unos frenos de tambor experimentales con mayor capacidad de refrigeración.[46] Este Z-102 equipa un motor de 3,2 L que otorgaba 195 cv a 5800 rpm al momento de su fabricación. Su peso es de 990 kg.[47] \| \| \| 01021500181 \| M-181747 \| Z-102 segunda serie Carrocería spider ENASA Pedralbes \| Amarillo \| Fue pilotado por Celso Fernández (Gran Premio de Pedralbes de 1954), durante el cual se asegura alcanzó velocidades muy próximas a los 300 km/h, y Paco Godia. Se encuentra restaurado y en funcionamiento. Equipó un motor con doble sobrecompresión que erogaba 310 cv,[48] montado sobre la unidad de chasis 0176 desde finales de los años 1950; desde 1965 monta el propulsor y la matrícula de la unidad 0152.[49] \| \| \| 01021510182 \| Desconocida \| Z-102 segunda serie Carrocería spider ENASA Rabassada \| Blanco \| Fue pilotado por Celso Fernández con cierta asiduidad, siempre bajo propiedad de la fábrica. Un piloto sufrió un grave accidente con él en Galapagar, tras lo que fue desguazado.[50] \| \| \| 01021510183 \| B-105377 \| Z-103 Carrocería spider Serra primera serie \| Blanco \| Es la única unidad conocida equipada con el motor Z-104, de 4,7 L de cilindrada y dos carburadores cuádruples Weber. Tiene el interior de color negro[51] y hay dudas de si fue repintado durante los años 1980. Su diminuto maletero fue ocupado por un sistema de servofreno Bendix también durante los años 1980, pero de escasa eficacia. Como curiosidad, la puerta del conductor es 10 mm más larga que la del acompañante, aunque existen diferentes explicaciones para este fallo. Equipa unos frenos mejorados realizados en siluminio gamma, una aleación difícil de encontrar en la España de la época, con bombines de importación Lockheed. Su motor está preparado para montar un sistema de doble encndido, pero cuenta con uno sencillo. En 1991 fue enviado al Reino Unido a que se tomaran moldes de su carrocería para la fabricación de 12 réplicas. En 2014 su propietario, IVECO, acometió una restauración mecánica del coche.[52][53][54] \| \| \| 01021500184 \| M-189057 \| Z-102 segunda serie Carrocería spider Montjuich Posteriormente spider Serra \| Granate \| Empezó siendo un vehículo de competición carrozado por la misma ENASA, pero su posterior propietario encargó a Serra una nueva carrocería descapotable más común, que es la que se conserva a día de hoy.[55] Video de la unidad en cuestión. \| \| |                                                 |                                                                             |                                                                                             | |        |
| Número de chasis | Matrícula                                       | Modelo                                                                      | Color                                                                                       | Notas | Imagen |
| Desconocido | M-81277                                         | Z-103 Carrocería spyder Serra                                               | Rojo                                                                                        | Se vendió sin componentes mecánicos al liquidar el modelo. Equipa una motorización de SEAT 1400 y no está restaurado ni en condiciones de circulación. |        |
| 01021500101 | B-81702 Posteriormente BI-18350                 | Z-102 primera serie Carrocería berlinetta ENASA prototipo                   | Negro                                                                                       | Fue equipado con el motor de 2500 cm³. Fue utilizado como modelo de muestras, manuales, pruebas y catálogos hasta su venta a un particular en 1953. Fue el utilizado para batir el récord de velocidad. También participó en la carrera Panamericana de 1954. Fue desguazado en 1958, pasando sus componentes mecánicos a otro Z-102. |        |
| 01021500102 | M-181379                                        | Z-102 primera serie Carrocería berlinetta ENASA prototipo                   | Marrón Posteriormente verde y más tarde rojo                                                | Fue construido como prototipo para pruebas. Fue accidentado por Celso Fernández en 1951 en el puerto del Ordal durante unas pruebas, tras lo que fue reconstruido con el diseño de la segunda serie y pintado en verde. Fue expuesto en Ginebra. Se encuentra en perfectas condiciones. |        |
| 01021530106 | M-148747                                        | Z-103 Carrocería berlinetta Touring "Panorámica"                            | Azul oscuro Posteriormente rojo                                                             | Fue vendido en la liquidación del modelo, sin motor. Se le tuvo que adaptar la mecánica de un Alfa Romeo 1900 Supersprint, del cual también heredó la matrícula, por lo que el chasis fue modificado. Fue subastado Sotheby's en Madrid en 1975 y revendido a su actual propietario en 1982. Se encuentra en buenas condiciones de funcionamiento. |        |
| 01021530110 | ProvisionalB-104524 También provisionalB-104659 | Z-102 primera serie Carrocería ENASA "Bisiluro"                             | Blanco                                                                                      | Fue utilizado por la fábrica para realizar los intentos de récord de velocidad en Ostende. Tenía el volante a la derecha y un habitáculo cubierto solo para el conductor, con una carrocería especialmente diseñada para obtener el mejor rendimiento aerodinámico posible. Equipaba un motor de 2,5 L y posteriormente uno de 2,8 L. Fue desguazado en 1956. |        |
| 01021530111 | Desconocido                                     | Z-102 primera serie Carrocería ENASA "Bisiluro"                             | Blanco                                                                                      | Fue utilizado por la fábrica en una sola ocasión para realizar un intento de récord de velocidad en Ostende en 1954. Tenía el volante a la derecha y un habitáculo cubierto solo para el conductor, con una carrocería especialmente diseñada para obtener el mejor rendimiento aerodinámico posible. Equipaba un motor de 3,2 L. Fue desguazado en 1956, pero su motor está localizado. |        |
| 01021500111 Posteriormente 01021500172 | BI-40126                                        | Z-102 segunda serie Carrocería berlinetta Panorámica Touring                | Gris                                                                                        | Fue expuesto en los salones de París y de Turín de 1956. |        |
| 01021500121 | Benefactor de la Patria Oficial n.º 1           | Z-102 primera serie Carrocería "Cúpula"                                     | Amarillo y rosa                                                                             | Fue expuesto en Nueva York en 1953 y vendido al presidente dominicano Rafael Leónidas Trujillo. Participó en la carrera Panamericana de 1954. A su muerte quedó abandonado en una base militar y se le eliminó la cúpula. Ha tenido un total de siete propietarios; uno de ellos, mexicano, lo restauró completamente, a excepción de la mecánica. Fue adquirido por un coleccionista alemán en 1987, que lo exhibe en el Museo Rosso Bianco, cerca de Múnich. Su motor sigue sin funcionar correctamente. Equipa un motor 2.5 L con compresor que erogaba 250 cv a 6800 rpm al momento de su fabricación. Esta unidad pesa 1300 kilogramos. |        |
| 01021500122 | Desconocido                                     | Z-102 primera serie Carrocería berlinetta Saoutchik                         | Azul metalizado                                                                             | Se desconoce por completo cualquier dato referente al destino de esta unidad. Fue expuesto en París en 1953. |        |
| 01021500123 | Nunca fue matriculado                           | Z-102 primera serie Carrocería berlinetta Touring                           | Transparente                                                                                | Fue expuesto en París en 1952 sin carrocería. Dos años más tarde se le fabrica ex-profeso una carrocería de polimetilmetacrilato transparente igual a la berlinetta Touring para mostrar sus componentes mecánicos. Fue desguazado. |        |
| 01021500126 | 1772-TT-3X Posteriormente818-TT-75              | Z-102 primera serie Carrocería berlinetta Saoutchik                         | Amarillo con tapicería en leopardo auténtico                                                | Su dueño fue Hans Heinrich von Thyssen-Bornemisza. Los mandos estaban bañados en oro. Tras su venta, se le encargó a Serra un rediseño de la parte trasera y el morro, tras lo que fue repintado en negro y tapizado en rojo. Tuvo varios dueños en Francia que fueron progresivamente desmontándolo. Fue finalmente vendido a un propietario estadounidense, que lo utilizó para realizar una réplica del Z-102 con número de chasis 01021500109. |        |
| 01021500126 | 1772-TT-3X Posteriormente818-TT-75              | Z-102 primera serie Carrocería berlinetta Saoutchik                         | Amarillo con tapicería en leopardo auténtico                                                | Su dueño fue Hans Heinrich von Thyssen-Bornemisza. Los mandos estaban bañados en oro. Tras su venta, se le encargó a Serra un rediseño de la parte trasera y el morro, tras lo que fue repintado en negro y tapizado en rojo. Tuvo varios dueños en Francia que fueron progresivamente desmontándolo. Fue finalmente vendido a un propietario estadounidense, que lo utilizó para realizar una réplica del Z-102 con número de chasis 01021500109. |        |
| 01021500128 | 3095-DL-75                                      | Z-102 primera serie Carrocería berlinetta Touring                           | Azul metalizado Posteriormente crema                                                        | Fue utilizado por revistas del motor para pruebas comparativas de modelos en Francia, donde también consiguió algunos resultados deportivos. Su actual propietario, de origen parisino, lo adquirió en 1962 y lo reformó en Barcelona, donde se le aplicó el color que conserva aún hoy. Se encuentra en perfectas condiciones de funcionamiento. |        |
| 01021500133 | NA-7445                                         | Z-102 primera serie Carrocería "Thrill" Touring                             | Negro y rojo                                                                                | Fue expuesto en varios salones europeos. Tuvo varios dueños en España antes de ser vendido en 1970 en Estados Unidos junto a dos motores sueltos. En 1979 fue subastado en Los Ángeles por la casa Christie's a su actual propietario, que lo mantiene en buenas condiciones tras incorporarle nuevos intermitentes; sin embargo, el motor no funciona perfectamente. Este motor es un 2,8 L de aspiración natural, diseñado para dar 170 cv girando a 6500 rpm. Pesa 990 kg y alcanzaba los 225 km/h. |        |
| 01021530134 | M-10179                                         | Z-102 primera serie Carrocería cabriolet Saoutchik                          | Azul metalizado Posteriormente blanco                                                       | A pesar de que su número de chasis tiene la secuencia 0102153-, indicativa de que el vehículo tiene el volante a la derecha, este lo tiene a la izquierda, por motivos desconocidos. Ha tenido un total de cuatro propietarios, que lo han conservado en perfectas condiciones, incluyendo unas maletas hechas a medida con el mismo cuero azul de la tapicería. |        |
| 01021530135 | M-127596                                        | Z-102 segunda serie Carrocería berlineta Saoutchik serie 1/2                | Marrón-crema Posteriormente rojo                                                            | Tuvo dos propietarios en España antes de 1964, cuando fue vendido a un estadounidense que lo transportó al otro lado del Océano Atlántico para ser vendido de nuevo en 1969. Ha pasado varios años encerrado en un garaje de California en bastante mal estado, tanto estético como mecánico. Apareció en un vídeo en YouTube en el que se veía carente de muchos componentes, afirmando el propietario que lo devolvería a la carretera tras una restauración manual. |        |
| 01021530136 | M-129650                                        | Z-102 segunda serie Carrocería cabriolet Saoutchik                          | Azul cielo Posteriormente azul oscuro                                                       | Su carrocería es única: Empezó como un cabriolet, pero un problema concerniente a la regidez del chasis provocaba la apertura de las puertas con el coche en movimiento, por lo que se modificó la carrocería como coupé en 1958. Al restaurarse, se intentó volver a modificar la carrocería para hacerla lo más similar posible a la original. Equipa el motor de 3,2 L y el volante a la derecha. Fue puesto a la venta en San Diego en junio de 2009. Video de la subasta, en la que fue vendido por 700.000 $. |        |
| 01021500137 | S-16429                                         | Z-102 segunda serie Carrocería berlinetta Saoutchik                         | Negro                                                                                       | Ha participado en pruebas de velocidad. Ha llegado a encontrarse en muy malas condiciones y pintado en rojo y la parte superior negra, pero fue restaurado por su actual propietario hasta estar igual que recién salido de fábrica. Se encuentra expuesto en el Museo de Historia de la Automoción de Salamanca. |        |
| 01021500143 | B-88959                                         | Z-102 primera serie Carrocería berlinetta Touring                           | Crema                                                                                       | El único que sigue perteneciendo a su propietario original. En perfectas condiciones pero con intermitentes suplementarios. Vídeo de esta unidad. |        |
| 01021500144 | HF-34-47                                        | Z-102 primera serie Carrocería berlinetta Touring                           | Negro                                                                                       | Perteneció al presidente de Portugal, el general Craveiro Lopes, quién lo recibió como un regalo del general español Francisco Franco. Hoy se encuentra expuesto en el Museo de Caramulo. |        |
| 01021500146 | Desconocida                                     | Z-102 segunda serie Carrocería Saoutchik                                    | Rojo Posteriormente rojo y gris                                                             | |        |
| 01021500148 | M-138223                                        | Z-102 segunda serie Carrocería Saoutchik                                    | Blanco, luego rojo y negro y últimamente blanco                                             | Perteneció al coronel de la Intendencia del Aire Julián Sánchez Aranguena. Equiva un motor de 2,8 L de cilindrada que eroga 195 cv de potencia. Se conoce que tras el propietario original tuvo dos dueños desconocidos más, tras los cuales acabó siendo propiedad de un militar estadounidense destinado en la Base Aérea de Torrejón de Ardoz. En 1989 fue encontrado por un cirujano en Washington tan estropeado que tuvo que acometer una restauración completa y se pintó de negro y rojo, colores con los que participó en el concurso de elegancia de Peeble Beach en 1994. Se intentó subastar en Christie's en 2003 infructuosamente, y en 2004 un comerciante austriaco consiguió venderlo por 260.000 €. Tras ello se le dio un color perlado y se restauró el interior y la caja de cambios. Se volvió a presentar a Peeble Beach en 2013 y se subastó de nuevo por 585.000 €. Volverá a salir a subasta en Sotheby's el 20 de agosto de 2016, con un precio estimado de venta de hasta un millón de dólares estadounidenses. |        |
| 01021500150 | M-223194                                        | Z-102 segunda serie Carrocería Touring                                      | Verde                                                                                       | Se presentó en el concurso de elegancia de San Remo de abril de 1954 con un motor de 2,8 L, tras lo cual fue vendido al segundo Conde de Caralt, quien participó con el coche en varias carreras nacionales. A los pocos meses se le cambió el motor por el que equipa actualmente. Monta un motor de 3,2 L de cilindrada con dos carburadores cuádruples que otorga 223 cv. En 1956 fue devuelto a la fábrica para que se le aplicara un color verde claro con tapicería a juego, y se aprovechó para cambiar la numeración del motor para que fuera la misma que la del chasis, como preparación para su venta a un nuevo propietario afincado en Madrid. Tras ello, en 1960 se revendió a un dueño de Bilbao y en 1981 pasó a su penúltimo propietario, quien lo pintó en su actual color verde oscuro. Se subastó el 10 de diciembre de 2015 por 742.500 $. |        |
| 01021500153 | M-191210                                        | Z-102 segunda serie Carrocería Touring                                      | Blanco                                                                                      | Se presentó en el Salón de París de 1954. Originalmente propiedad de Alberto Closas, quien lo mantuvo hasta los años 1970. Posteriormente pasó a manos de diferentes dueños, todos españoles. En 2005 sufrió una restauración completa de carrocería en un especialista de Madrid. En 2015 se presentó al Concorso d'eleganza Villa d'Este. |        |
| 01021500156 | B-92406                                         | Z-102 primera serie Carrocería berlinetta Touring                           | Verde Posteriormente crema después rojo y amarillo y finalmente blanco                      | Fue fabricado especialmente para un cliente que quería un motor con compresor. Fue el último Z-102 en vencer una competición en la que fuera inscrito, la subida a Montserrat de 1959. Álex Soler-Roig ganó varias carreras locales con esta unidad. Ha tenido cuatro dueños más a partir de entonces; el segundo lo utilizó para carreras de autocross, quedando el vehículo seriamente dañado y con el motor sustituido por el de un Alfa Romeo 6C 2500, además de cortarle el techo. El propietario actual lo adquirió en 1984, quién lo ha restaurado y lo usa en competición como berlina aligerada, pintado de color rojo con la sección central amarilla. Se pintó de blanco y salió a la venta por la agencia Fiskens. Equipa un motor de 3,2 L y dos carburadores cuádruples de manufactura Weber, capaz de alcanzar los 360 cv de potencia. |        |
| 01021500159 | M-223193                                        | Z-102 segunda serie Carrocería berlinetta Touring                           | Azul Posteriormente rojo                                                                    | Durante un tiempo estuvo pintado de color rojo con la cabina en plateado, pero actualmente tiene de nuevo su color original. A pesar de poder circular, su motor no funciona correctamente. Vídeo de este modelo. |        |
| 01021500162 | M-141349                                        | Z-102 segunda serie Carrocería berlinetta Touring                           | Rojo                                                                                        | Equipado con un motor 3.2 L, su primer propietario fue Valeriano Barreiros, familia del fabricante de camiones y principal rival histórico de Pegaso, Eduardo Barreiros. Ha tenido en total cinco propietarios. Fue revendido en 1984 y en 1992 y, posteriormente, fue subastado por Bonhams en 2010. A pesar de ser rojo, pasó un tiempo pintado de blanco con una banda longitudinal roja y amarilla. Se desconoce su color original. Tiene volante a la derecha. Las camisas de los cilindros fueron hechas a medida en 1998 a un coste muy elevado por un especialista barcelonés. |        |
| 01021500163 | M-136589                                        | Z-102 segunda serie Carrocería berlinetta Saoutchik segunda serie especial  | Originalmente negro y rojo posteriormente blanco y negro luego gris y rojo finalmente negro | Se estrenó en el Salón de París de 1954, y fue vendido a Pedro Solís Laso, Conde de Osuna, el año siguiente, quien eligió la última carrocería Saoutchik. En 1960 pasa a manos de Manuel Úrculo y en 1963 a Rafael Salazar, afincado en Salamanca, y quien le aplicó una pintura blanca con techo negro y una tapicería verde y beige. Posteriormente fue vendido a Félix Creus, quien lo pintó en playa y rojo, retiró la cruz de la parrilla e instaló un par de faros antinieblas. Su motor eroga 160 cv. Su última restauración fue terminada en 2015, pintándose en negro brillante, recuperando la cruz frontal y eliminando los faros antiniebla. También se le aplicaron unas taloneras metálicas no originales. |        |
| 01021530166 | CA-16001                                        | Z-102 primera serie Carrocería spyder Serra                                 | Verde metalizado                                                                            | Apareció en la película Aventura para dos con la matrícula falsa M-161500. Tiene el volante a la derecha y un techo duro desmontable. Se encuentra original y completo, pero a falta de una restauración. |        |
| 01021530167 | NA-11095 55JXG                                  | Z-102 segunda serie Carrocería berlinetta Touring                           | Azul oscuro y parte superior gris Actualmente rojo                                          | Su primer propietario fue la empresa navarra URRA S.A. y posteriormente tuvo tres propietarios más. Su volante está al lado derecho. Se encuentra en circulación. Su último propietario, de origen británico, lo restauró repintándolo con colores mate. |        |
| 01021500170 | M-142645 Posteriormente M-202688                | Z-102 segunda serie Carrocería berlinetta Touring                           | Verde oscuro Posteriormente azul cielo                                                      | Su primer propietario lo utilizó con frecuencia en pruebas deportivas durante dos años, tras lo cual se vendió al fabricante y se le desmontó la carrocería para enviarla a Touring para restaurarla, que le aplicó su color actual. Tuvo dos propietarios españoles y uno japonés antes del actual, de origen belga, que lo mantiene en perfectas condiciones de funcionamiento. Esta unidad equipa unos frenos de tambor experimentales con mayor capacidad de refrigeración. Este Z-102 equipa un motor de 3,2 L que otorgaba 195 cv a 5800 rpm al momento de su fabricación. Su peso es de 990 kg. |        |
| 01021500181 | M-181747                                        | Z-102 segunda serie Carrocería spider ENASA Pedralbes                       | Amarillo                                                                                    | Fue pilotado por Celso Fernández (Gran Premio de Pedralbes de 1954), durante el cual se asegura alcanzó velocidades muy próximas a los 300 km/h, y Paco Godia. Se encuentra restaurado y en funcionamiento. Equipó un motor con doble sobrecompresión que erogaba 310 cv, montado sobre la unidad de chasis 0176 desde finales de los años 1950; desde 1965 monta el propulsor y la matrícula de la unidad 0152. |        |
| 01021510182 | Desconocida                                     | Z-102 segunda serie Carrocería spider ENASA Rabassada                       | Blanco                                                                                      | Fue pilotado por Celso Fernández con cierta asiduidad, siempre bajo propiedad de la fábrica. Un piloto sufrió un grave accidente con él en Galapagar, tras lo que fue desguazado. |        |
| 01021510183 | B-105377                                        | Z-103 Carrocería spider Serra primera serie                                 | Blanco                                                                                      | Es la única unidad conocida equipada con el motor Z-104, de 4,7 L de cilindrada y dos carburadores cuádruples Weber. Tiene el interior de color negro y hay dudas de si fue repintado durante los años 1980. Su diminuto maletero fue ocupado por un sistema de servofreno Bendix también durante los años 1980, pero de escasa eficacia. Como curiosidad, la puerta del conductor es 10 mm más larga que la del acompañante, aunque existen diferentes explicaciones para este fallo. Equipa unos frenos mejorados realizados en siluminio gamma, una aleación difícil de encontrar en la España de la época, con bombines de importación Lockheed. Su motor está preparado para montar un sistema de doble encndido, pero cuenta con uno sencillo. En 1991 fue enviado al Reino Unido a que se tomaran moldes de su carrocería para la fabricación de 12 réplicas. En 2014 su propietario, IVECO, acometió una restauración mecánica del coche.                                                                                           |        |
| 01021500184 | M-189057                                        | Z-102 segunda serie Carrocería spider Montjuich Posteriormente spider Serra | Granate                                                                                     | Empezó siendo un vehículo de competición carrozado por la misma ENASA, pero su posterior propietario encargó a Serra una nueva carrocería descapotable más común, que es la que se conserva a día de hoy. Video de la unidad en cuestión. |        |

### Réplicas
Hacia 1991, la unidad con chasis acabado en 0183 fue enviada al Reino Unido por el nuevo propietario de ENASA, la compañía italiana IVECO, que acababa de comprar todas las acciones de la empresa española. Dicho movimiento también le otorgó la propiedad de esta unidad. La idea era realizar una serie de moldes de su carrocería, por parte de la empresa británica IAD, para poder fabricar a posteriori una serie de réplicas del modelo.
A pesar de que la recreación era muy fiel al original, se le tuvieron que añadir modificaciones para adaptarlo a las normativas vigentes en la época, como la adición de otro piloto a cada lado en las luces traseras, faros antiniebla y luces de marcha atrás. Contaba con un chasis multitubular en lugar del autoportante original y se equipó con un motor Rover V8 de 3,9 L de cilindrada, a la sazón muy utilizado para la construcción de réplicas de automóviles. También se montaron frenos de disco, el tren trasero de un Alfa Romeo 75, muy parecido al original, y un parabrisas más envolvente.
Se fabricaron y vendieron una docena de unidades.

## En competición

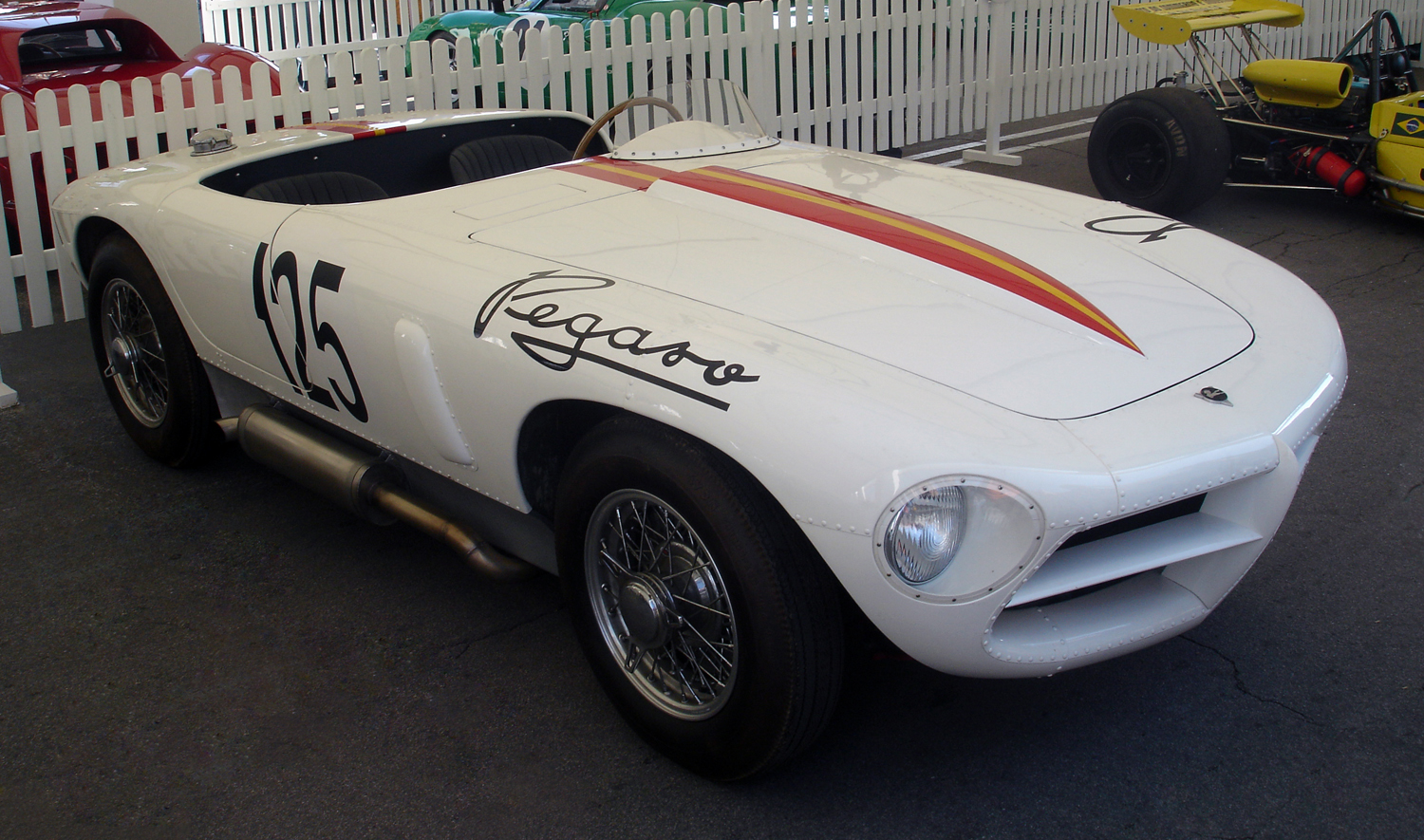
Pegaso Rabassada

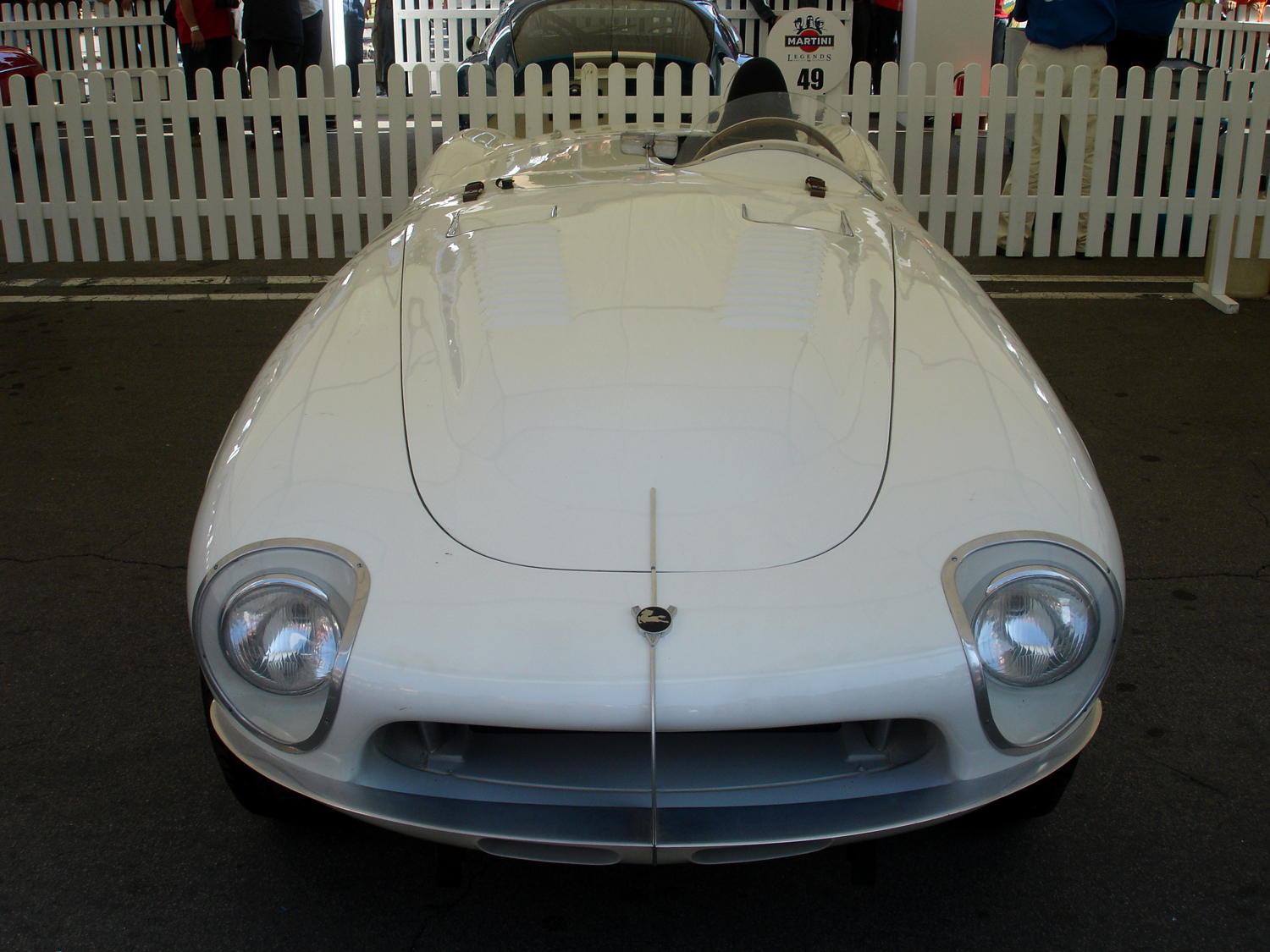
Pegaso Barqueta

ENASA inscribió dos Pegaso Z-102 en el Gran Premio de Mónaco de 1952, que se disputó excepcionalmente para coches de carreras de sport.  Se inscribieron los chasis 0113 y 0115 para Juan Jover (número 52) y Joaquin Palacios (número 54) respectivamente, mas un tercer coche de reserva. La construcción de los dos vehículos que se iban a utilizar se realizó con poco tiempo, por lo que a los coches no se les pudo hacer un rodaje previo. Fue por ello por lo que se decidió que fueran los coches por sus propios medios hasta Mónaco. En el circuito, los dos pilotos, Juan Jover y Joaquín Palacio certificaron que la dirección era demasiado pesada y los frenos demasiado débiles. A pesar de intentar corregir estas deficiencias, durante los entrenamientos ambos vehículos sufrieron el mismo problema: la rotura de las canalizaciones de aceite. Pegaso decidió retirarse ante estos sucesos.

### 24 horas de Le Mans de 1952
En el año 1952 se inscribieron un total de 4 Z-102 para la participación en la prueba de las 24 Horas de Le Mans, de los cuales tres fueron seleccionados por los organizadores, al haber una restricción de un máximo de 60 participantes. Además, una de estas plazas fue tomada como "suplente", para cubrir una posible baja de otro concursante. Los pilotos que tomaron parte en el evento fueron Salvador Fábregas Bas y Jesús María Iglesias en la primera unidad, Joaquín Palacio y Juan Jover en la segunda, y Paco Bultó en la tercera. No eran estos los pilotos oficiales de ENASA, pues la participación de estos coches fue debida exclusivamente a pilotos privados, sin contar con apoyo oficial de la empresa, a pesar de la presencia del propio Ricart en el evento. Durante los entrenamientos, aprovechando el menor tráfico que ofrecía la noche, el motor de una de las berlinettas, carrozada por ENASA, dejó de funcionar. Esto fue suficiente para que Wifredo Ricart prohibiera a los pilotos participar, por lo que no se presentaron a la salida, constando como tal en los resultados oficiales.

### Récord de velocidad
Ricart diseñó un nuevo chasis tubular, diferente al estándar utilizado en el resto de Z-102, para intentar participar en las 24 Horas de Le Mans. Estaría carrozado con una fina lámina de aluminio de estilo bi-torpedo o "bisiluro", como sería conocido finalmente. 
La unidad con número de chasis 01021530110 fue equipada con una carrocería aeródinámicamente estudiada para reducir al máximo posible la sección frontal pero manteniendo la posibilidad de poder sentar a un copiloto para cumplir con la reglamentación de la competición a la que fue destinado. Este iría sentado al lado izquierdo, pero el hueco fue cubierto para mejorar el flujo del aire. Esta disposición de los asientos permite retrasar la ubicación del motor para mejorar el reparto de pesos.
Esta unidad equipó dos motores, uno de ellos con doble sobrecompresión. Medía 449 cm de largo y 188 cm de ancho, y pesaba poco más de una tonelada.
En mayo de 1953, el modelo fue llevado hasta el Autódromo de Linas-Montlhéry, en Francia, para realizar ensayos, equipado con un motor de 2,5 L. Sin embargo, durante las pruebas, el modelo demostró ser muy poco estable y, por tanto, inadecuado para dicha carrera. En consecuencia, para intentar paliar la situación de haber creado un automóvil diseñado para competición pero que no resultaría efectivo para tal propósito, se decidió utilizarlo como cazarrécords.
De vuelta en España, se utilizó un tramo de la carretera N-152 cercano a Vich, convenientemente cortado a la circulación, en el que se estableció un kilómetro para aceleración, otro kilómetro para la medición de la velocidad, y unos 700 metros adicionales para frenado. Para dicha prueba, se le practicó al coche una apertura en la puerta para sacar el codo y mejorar la maniobrabilidad; aunque también se dice que podría ser para paliar la claustrofobia de Joaquín Palacio, quien finalmente se negó a conducir el coche. Sin embargo, otros dos pilotos intentaron establecer una marca: Paul Metternich alcanzó los 218 km/h con un modelo Spyder y Celso Fernández estableció una media de 226,4 km/h con el Bisiluro. Esta segunda medición resultó que no se ajustaba a las normas, puesto que el coche necesitó más del kilómetro inicialmente establecido para alcanzar su velocidad máxima, que el piloto aseguró era superior a los 250 km/h.
Hacia septiembre del mismo año, el equipo de ingenieros de Pegaso se dirigió a la localidad belga de Jabbeke con el Bisiluro y un Spyder que posteriormente sería utilizado en la carrera Panamericana. De camino, se hizo un alto en el Autódromo de Linas-Montlhéry para realizar los últimos ajustes, entre ellos, el cambio de bujías responsable del resultado de la prueba final. Tras retrasar la prueba varios días por mala meteorología, el 25 de septiembre se acometió el intento del récord. La prueba se haría midiendo la velocidad media en un tramo de un kilómetro en una pasada de ida y otra de vuelta en un periodo inferior a media hora. Ahora había espacio suficiente para acelerar: 2,5 km. La prueba sería certificada por el Royal Automobile Club of Belgium, grabada por las cámaras de la prensa española del No-Do, cubierta por periodistas internacionales y patrocinada por Englebert, un fabricante local de neumáticos que donaría sus productos para la prueba a cambio de la publicidad.
Durante el primer intento, el piloto Celso Fernández no consiguió pasar de 220 km/h, con un motor al que le costaba ganar velocidad. Poco después se comprobó que en ese último lote de bujías instaladas había dos defectuosas que se dañaron y dejaron caer el electrodo dentro de los cilindros, dañándolos irremediablemente. Ante tal situación se decidió utilizar el Spyder de apoyo que también llevaron a la prueba. A pesar de no ser un coche diseñado para alcanzar velocidades de impresión, era ágil y potente. Una primera prueba resultó poco esperanzadora, pues tenía un cambio demasiado largo que impedía una aceleración vigorosa. Sin embargo, para el segundo intento se cambiaron los neumáticos y se decidió exprimir el motor hasta la 4ª marcha. Esto llevó a que el conductor alcanzara una media de 241,6 km/h en la medición de un kilómetro y 243,1 km/h en la medición de una milla, suficientes para mejorar los récords establecidos unos meses antes por Jaguar con el XK120 Type C. Todavía Jaguar lo volvería a intentar el mismo día, infructuosamente.

### 24 horas de Le Mans de 1953
En 1953 Pegaso inscribió de manera oficial 3 unidades del Z-102 en la prueba francesa. Los tres eran modelos carrozados por Touring en Milán con estilo Spyder, pintados en blanco con una franja longitudinal roja bordeada en amarillo. Además, se utilizó para el transporte de dos de estas unidades al Bacalao, y varios Mofletes para la tercera unidad y los repuestos. La unidad de apoyo tenía el bastidor acabado en 0142, mientras que los que deberían correr serían los de bastidor 0127 y 0145, el primero con el volante a la derecha. Estos coches ya tenían sus dorsales adjudicados, siendo 28 y 29, respectivamente; el de apoyo tendría el dorsal 48. El 0127 sería pilotado por Juan Jover y Paul Metternich, mientras que el 0145 tendría a Joaquín Palacio, Pablo Julio Reh Cardona y Celso Fernández a sus mandos. Los motores utilizados para estos modelos fueron de 2,8 L y compresor Roots, pero a pocos días de la carrera, uno de ellos sufrió un incendio en el banco de pruebas de la fábrica, quedando inservible.
En esta ocasión, también en los entrenamientos, mientras Joaquín Palacio entró a los talleres para que se le revisaran los frenos, que empezaron a fallar, Juan Jover sufrió un grave accidente en la recta de meta a más de 200 km/h mientras adelantaba a coches más lentos. Este accidente le causó graves daños en su pierna izquierda que, de no ser por la rápida acción médica, hubiera tenido que ser amputada. Jover era el piloto de confianza de Ricart, pues ya había participado exitosamente en la carrera. Con su mejor piloto todavía inconsciente, y solo un coche con el que participar, Wifredo anunció la retirada del equipo de esta prueba. En las estadísticas oficiales, los dos coches titulares constan como que no tomaron la salida, mientras que el reserva consta como no presentado.

### Nuevo récord de velocidad
A pesar de que el contraataque de Jaguar el mismo día que Pegaso consiguió el récord mundial de velocidad fue infructuoso, no dieron por perdido el registro. El 20 de octubre de 1953, otra unidad de XK120 Type C especialmente modificado batió el último registro, superándolo por 30 km/h.
Se fabricó una nueva unidad de Bisiluro, equipada con un motor de 3,2 L y con doble sobrecompresión que alcanzaba los 360 cv, que se desplazó hasta la misma carretera el día 6 de octubre de 1954. Si bien los registros logrados fueron superiores a los alcanzados por el anterior Z-102, no fueron suficientes para batir al rival británico, probablemente causados por unas malas condiciones meteorológicas. El segundo Bisiluro alcanzó los 251,5 km/h de media en la medición de la milla lanzada.

### Carrera Panamericana
La unidad con número de chasis 01021500101, una berlinetta carrozada por ENASA, participó en la carrera Panamericana. Apadrinada por Leónidas Trujillo, Presidente de la República Dominicana, al coche se le bautizó como "El Dominicano". Iba pintado de color blanco con una línea longitudinal amarilla y el dorsal número 10. Tenía un motor 3,2 litros con compresor preparado para usar un tipo especial de carburante del que se enviaron a México una gran cantidad de bidones. Al llegar al destino, se dieron cuenta de que nadie se había molestado en leerse el reglamento, que obligaba al uso de otro carburante muy distinto. Así pues, los dos mecánicos de Pegaso tuvieron que cambiar los reglajes del motor a contrarreloj.
El piloto del coche, Joaquín Palacio, no realizó un buen comienzo en la carrera: llegó con retraso al lugar, por lo que solo pudo entrenar en un tramo, en sentido inverso y con un Chevrolet. Esto se debió a temas políticos. España no tenía misiones diplomáticas en México, por lo que para trasladar al coche y al personal hubo que hacer varias gestiones internacionales. El coche iría en avión vía Londres hasta su destino. El personal debió perder 4 días en Lisboa para conseguir visados que les llevaran, primero a La Habana y luego a México. Todo esto se realizó con Trujillo como patrocinador, ya que Pegaso no podría inscribirse como equipo español por la por entonces ausencia de relaciones diplomáticas entre España y México.
Posteriormente empezó a remontar puestos, pero en la cuarta etapa terminó su carrera. Circulaba por una zona de escasa visibilidad debida a la niebla, aproximadamente a 210 km/h, pero se encontró en una curva con una gran cantidad de espectadores invadiendo la calzada por un accidente anterior. Al esquivarlos, se salió de la carretera, volcando y quemando el coche. Afortunadamente, el conductor salió casi ileso.